# Shim Eun-ha
Shim Eun-ha (심은하?, 沈銀河?, Sim Eun-haLR, Sim ŬnhaMR; Seongnam, 23 settembre 1972) è un'attrice sudcoreana.

## Biografia
Dopo aver superato le audizioni per la MBC, esordì nel 1993 attraverso il serial Hanjibung segajok. Con la serie televisiva Majimak seungbu del 1994 diventò una delle attrici più popolari in Corea del Sud; successivamente si fece notare per le sue interpretazioni nei film 8wor-ui Christmas e Misulgwan yeop dongmur-won (1998). L'anno successivo apparve nella fiction Cheongchun-ui deot, dando origine, con il suo personaggio dall'aspetto innocente che finisce poi con il vendicarsi dell'amante che l'ha tradita, alla figura dell'antieroina tipica dei moderni drama coreani. La sua popolarità raggiunse un picco tale da essere definita una "sindrome", e la sua battuta "ti distruggerò" (당신 부숴버릴거야?, Dangsin buswobeorilgeo-yaLR) era considerata la frase ad effetto migliore di quel periodo. Recitò poi nella pellicola Tell Me Something e nel primo esempio sudcoreano del movimento Dogma 95, Interview (2000). Nel 2002, dopo essere stata inseguita e braccata per mesi da paparazzi e programmi di intrattenimento che volevano scoprire con chi avesse una relazione, Shim annunciò che si sarebbe ritirata. Da allora è rimasta lontana dalle scene e si è dedicata alla pittura paesaggistica, esponendo quattro dei suoi quadri in una galleria d'arte di Seul nell'aprile 2003. Alcune sue opere, realizzate in stile coreano classico, sono state anche mostrate alla Seoul Open Art Fair del 2009, attirando l'attenzione per la cura dei dettagli. Nel frattempo è entrata alla Korea National Open University per studiare arti liberali.

## Vita privata
Nell'ottobre 2005 ha sposato il politico conservatore Ji Sang-wook. La coppia ha avuto due figlie (2006 e 2007).

## Filmografia

### Cinema
- Ajji appa (아찌 아빠?), regia di Shin Seung-soo (1995)
- Born to Kill (본 투 킬?), regia di Jang Hyun-soo (1996)
- 8wor-ui Christmas (8월의 크리스마스?), regia di Hur Jin-ho (1998)
- Misulgwan yeop dongmur-won (미술관 옆 동물원?), regia di Lee Jeong-hyang (1998)
- I Jae-su-ui nan (이재수의 난?), regia di Park Kwang-su (1999)
- Tell Me Something (텔 미 썸딩?), regia di Chang Yoon-hyun (1999)
- Interview (인터뷰?), regia di Byun Hyuk (2000)

### Televisione
- Hanjibung segajok (한지붕 세가족?) – serial TV (1993)
- Majimak seungbu (마지막 승부?) – serie TV (1994)
- Jag-on doduk (작은 도둑?) – film TV (1994)
- M – serie TV (1994)
- Yeo-ulmok (여울목?) – serie TV (1994)
- Hotel (호텔?) – serie TV (1995) – cameo
- Sukhui (숙희?) – serie TV (1995)
- 1.5 – serie TV (1996)
- Cheonjigan (천지간?) – film TV (1996)
- Saranghandamyeon (사랑한다면?) – serie TV (1996)
- Areumda-un geunyeo (아름다운 그녀?) – serie TV (1997)
- Naneun wonhanda (나는 원한다?) – film TV (1997)
- Baeg-ya 3.98 (백야 3.98?) – serie TV (1998)
- Cheongchun-ui deot (청춘의 덫?) – serie TV (1999)

## Riconoscimenti
- Baeksang Arts Award
  - 1994 – Miglior nuova attrice televisiva per M[2]
  - 1998 – Miglior attrice cinematografica per Misulgwan yeop dongmur-won[2]
  - 1999 – Miglior attrice televisiva per Cheongchun-ui deot[13]
- Blue Dragon Film Award
  - 1999 – Miglior attrice protagonista per Misulgwan yeop dongmur-won[2]
- MBC Drama Award
  - 1994 – Miglior nuova attrice per M[2]
- Premio Daejong
  - 1999 – Miglior attrice per Misulgwan yeop dongmur-won[2]
- SBS Drama Award
  - 1999 – Gran premio per Cheongchun-ui deot[2]